# Bílovice-Lutotín
Bílovice-Lutotín é uma comuna checa localizada na região de Olomouc, distrito de Prostějov.